# NPO 3
NPO 3 es un canal de televisión público holandés que comenzó sus emisiones el 4 de abril de 1988 y es el tercer canal de la corporación pública Nederlandse Publieke Omroep. Su programación es suministrada por las distintas organizaciones sociales de las que está compuesto el ente radiodifusor.

## Historia
NPO 3 comenzó sus emisiones como Nederland 3 el 4 de abril de 1988. Inicialmente fue un proyecto conjunto entre NPO y el radiodifusor flamenco VRT, que en aquella época se llamaba BRTN. El plan resultó fallido pero más tarde resultó en un nuevo canal destinado a los holandeses y flamencos en el extranjero.
Posteriormente Nederland 3 pasó a depender de las organizaciones VPRO, VARA, BNN y NOS, de esta forma la programación del canal se enfocó en noticias, debate, cultura y programación infantil bajo la marca Z@ppelin.
En septiembre de 2006, se reestructuró la programación de los canales de NPO, de tal forma de durante el día Nederland 3 seguiría enfocándose en programación infantil, mientras que durante el horario de mayor audiencia se centraría en programas más innovadores, programación educacional y en ocasiones acontecimientos deportivos.
El 15 de septiembre de 2007 los canales Nederland 1, Nederland 2 y Nederland 3 comenzaron sus emisiones en formato panorámico (16:9) y el 4 de julio de 2009 los tres canales comenzaron a emitir en simulcast en alta definición 1080i. El canal Nederland 1 HD estuvo disponible a modo de prueba desde el 2 de junio de 2008 al 24 de agosto de 2008 con motivo de la emisión de la Eurocopa 2008, el Tour de Francia 2008 y los Juegos Olímpicos de Pekín 2008 en HD.
El 12 de marzo de 2013, NPO anunció que Nederland 1, 2 y 3 serían renombradas a NPO 1, 2 y 3. El motivo fue hacer los canales y su programación más fácilmente reconocibles. Dicho cambio de nombre fue completado el 19 de agosto de 2014.

## Programación
La programación de NPO 3 entre las 6:00 y las 19:30 se centra en la difusión de contenidos infantiles, tanto dibujos animados como programas educativos dentro del bloque NPO Zappelin. A partir de las 19:30 comienza la programación para jóvenes y adultos incluyendo series, películas, dramas y programas de comedia, tanto nacionales como extranjeros. Algunos de sus programas más exitosos que ha emitido son Top of the Pops, College Tour o Spuiten en Slikken. También emitió partidos de la UEFA Champions League hasta la temporada 2015/16.